# Иванкьой
Иванкьой (на турски: Celaliye) е село в Източна Тракия, Турция, Околия Люлебургас, Вилает Лозенград (Къркларели).

## География
Иванкьой се намира на 10 километра северно от Люлебургас.

## История
В XIX век Иванкьой е село в Бунархисарската кааза в Одринския вилает на Османската империя. Според „Етнография на вилаетите Адрианопол, Монастир и Салоника“, издадена в Константинопол в 1878 година и отразяваща статистиката на населението от 1873 година, Иванкьой (Ivan-keui) има 100 домакинства и 165 жители турци, и 165 жители черкези.
При избухването на Балканската война в 1912 година един човек от Иванкьой е доброволец в Македоно-одринското опълчение.

## Личности
Родени в Иванкьой
- Стоян И. Мандакиев, македоно-одрински опълченец, 2 рота на 7 кумановска дружина, убит при връх Говедарник[3][4]